# 다비트 투흐마노프
다비트 투흐마노프(러시아어: Дави́д Тухма́нов, 영어: David Tukhmanov, 1940년 7월 20일 ~ )는 소련, 러시아의 작곡가이다.

## 같이 보기
- 카렐 고트